# Blutiger Sonntag (Türkei)
Der Blutige Sonntag (türkisch kanlı Pazar) in der Türkei bezieht sich auf den 16. Februar 1969, an dem gegen das Anlegen der 6. Flotte der USA in Istanbul protestiert wurde. Linke Demonstranten wurden von Rechten angegriffen. Es gab 2 Tote.

## Vorgeschichte
Proteste gegen die 6. Flotte der USA gab es schon am 9. April 1966 und 7. Oktober 1968 in Istanbul. Auch im Juli 1968 war es zu Protesten gekommen. Daraufhin durchsuchte die Polizei in Istanbul am 17. Juli 1968 ein Studentenheim der Istanbuler Universität. Der Jurastudent Vedat Demircioğlu wurde aus dem Fenster gestoßen und starb.
Am 10. Februar 1969 war die 6. Flotte vor Dolmabahçe (Istanbul) vor Anker gegangen. In verschiedenen Städten der Türkei wurden Proteste veranstaltet. In Istanbul waren Studenten, Gewerkschaften und andere linke Oppositionskräfte zusammengekommen, um eine Kundgebung zu organisieren. Die Kundgebung stand unter dem Motto „Gegen Imperialismus und Ausbeutung“. Der Protestmarsch sollte am Beyazıt-Platz beginnen und zum Taksim-Platz führen.
Die Organisatoren hängten ein Porträt des im Vorjahr getöteten Vedat Demircioğlu am Beyazıt-Turm auf. Dies wurde in der Presse als „Hissen der kommunistischen Flagge“ wiedergegeben. Daraufhin veranstaltete der Verein zum Kampf gegen Kommunismus mit Unterstützung der AP und MHP am 14. Februar 1969 eine Kundgebung unter dem Motto „Respekt für die Flagge“. Hier wurde zum Angriff auf die Demonstration in zwei Tagen aufgerufen. In Presseorganen wie Bugün und Sabah erschienen entsprechende Schlagzeilen. Mehmet Şevket Eygi rief zum Dschihad auf.

## Der blutige Sonntag
Die Demonstration am 16. Februar 1969 war von 76 Jugendorganisationen angemeldet worden. Der Verein zum Kampf gegen Kommunismus (tr: Komünizmle Mücadele Cemiyeti) hatte zu einer Gegendemonstration aufgerufen. Während der Kundgebung griffen rechtsradikale Gruppierungen unter dem Schutz der Ordnungskräfte die protestierenden Menschen an. Unter den Augen der Polizei wurden Ali Turgut Aytaç und Duran Erdoğan getötet. Hundert Personen wurden verletzt. Andere Quellen sprechen von 114 Verletzten.
Die Menge von 10.000 Leuten wollte vom Hürriyet-Platz in Beyazıt nach Taksim marschieren. Dort sollten Reden gehalten werden, um dann auseinanderzugehen. Um 16:20 Uhr waren die Demonstranten in Gümüşsuyu (Stadtteil von Istanbul) angelangt. Als 1000 Leute den Taksim-Platz erreicht hatten, wurde der Zug von der Polizei angehalten. 9000 Leute waren abgeschnitten. Die unbewaffneten Demonstranten auf dem Platz wurden von 400 bis 500 Angreifern, denen die Polizei Zutritt verschaffte, mit Messern, Ketten und Knüppeln angegriffen. Die Polizei versperrte die İstiklal Caddesi und den Weg nach Sıraselviler.

## Kritik des Geschehens
Vierzig Jahre nach dem Vorfall wird dieser immer noch diskutiert. Yaşar Okuyan, der zu der Zeit zu den „Idealisten“ gehörte, hat in seinem Buch Jene Jahre (türkisch: O Yıllar) längere Passagen dem Ereignis gewidmet. In einem Interview mit dem Fernsehsender OdaTV sagte er u. a.

„Wir waren damals in der Nationalen Studentenföderation der Türkei (tr: Türkiye Milli Talebe Federasyonu, TMTF). Sie stand unter der Führung von einer Gruppe, die wir als Idealisten, Nationalisten bezeichneten. Die Nationale türkische Studentenunion (tr: Milli Türk Talebe Birliği, MTTB) war seinerzeit (1968–1969) unter der Kontrolle von islamischen Gedanken. Wir nahmen an einigen ihrer Aktionen teil, weil wir sie übernehmen wollten.
Eines Tages hieß es, dass die Kommunisten den Taksim-Platz besetzen wollten. Zur Gegenaktion sollten wir um 5 Uhr bei der Union sein. Sieben oder acht Leute von uns sind hingegangen. Dort wurden von zwei LKWs Stöcke verteilt. Wir erhielten blaue Bänder, um uns untereinander und von der Polizei als Anti-Kommunisten erkannt zu werden. Wir schauten dann nur aus der Ferne zu. Es waren wohl 20-30.000 Menschen. Die Mitglieder der Föderation der Meinungsclubs (tr: Fikir Kulüpleri Federasyonu) kamen von Gümüşsuyu zum Taksim-Platz. Direkt vor dem Marmara Hotel erfolgte der Angriff. Die Polizisten schlugen nur auf die ohne ein blaues Band ein. Es sollte geklärt werden, wer aus der jetzigen Regierung damals bei der Studentenunion aktiv war.“

Der Vorsitzende der Partei der Stimme des Volkes (HAS Partei), Numan Kurtulmuş, wünschte sich, dass sich die religiös-konservativen Kreise an den Protesten gegen die 6. Flotte beteiligt hätten.